# Cyrus Griffin
Cyrus Griffin (Farnham, 16 luglio 1749 – Yorktown, 14 dicembre 1810) è stato un politico statunitense.

## Biografia
Fu l'ultimo presidente del Congresso Continentale degli Stati Uniti. Frequentò scuole inglesi e scozzesi terminando all'università di Edimburgo. Sposò Christina Stewart, figlia di James Stewart, il sesto conte di Traquair (1699-1779).
Ricoprì la carica di presidente al congresso continentale degli Stati Uniti dal 22 gennaio 1788 al 2 novembre 1788, in seguito la carica venne abolita.